# Nazionale femminile di roller derby della Francia
La nazionale di roller derby della Francia è la selezione maggiore femminile di roller derby, il cui nickname è Team France, che rappresenta la Francia nelle varie competizioni ufficiali o amichevoli riservate a squadre nazionali. Si è classificata settima al Mondiale 2011 e ha vinto l'Europeo 2014.

## Risultati
Legenda: Grassetto: Risultato migliore, Corsivo: Mancate partecipazioni

## Dettaglio stagioni

### Amichevoli
| Stagione | Vin | Par | Per | Tot | PF   | PS   | avversaria                                            |
| -------- | --- | --- | --- | --- | ---- | ---- | ----------------------------------------------------- |
| 2014     | 3   | 0   | 2   | 5   | 1182 | 1034 | Inghilterra, Canada, Paesi Bassi, Norvegia, Danimarca |
|          |     |     |     |     |      |      |                                                       |
| Totale   | 3   | 0   | 2   | 5   | 1182 | 1034 |                                                       |

### Tornei

#### Mondiali
| Stagione | regular season | regular season | regular season | regular season | regular season | regular season | playoff | playoff | playoff | playoff | playoff | playoff   | playoff       |
|          | Vin            | Par            | Per            | Tot            | PF             | PS             | Vin     | Per     | Tot     | PF      | PS      | risultato | avversaria    |
| -------- | -------------- | -------------- | -------------- | -------------- | -------------- | -------------- | ------- | ------- | ------- | ------- | ------- | --------- | ------------- |
| 2011     | 1              | 0              | 2              | 3              | 275            | 382            | 2       | 2       | 4       | 490     | 765     | Settima   | Nuova Zelanda |
| 2014     | 3              | 0              | 0              | 3              | 994            | 77             | 0       | 1       | 1       | 162     | 205     | Nona      | Argentina     |
|          |                |                |                |                |                |                |         |         |         |         |         |           |               |
| Totale   | 4              | 0              | 2              | 6              | 1269           | 459            | 2       | 3       | 5       | 652     | 970     |           |               |

#### Europei
| Stagione | regular season | regular season | regular season | regular season | regular season | regular season | playoff | playoff | playoff | playoff | playoff | playoff   | playoff    |
|          | Vin            | Par            | Per            | Tot            | PF             | PS             | Vin     | Per     | Tot     | PF      | PS      | risultato | avversaria |
| -------- | -------------- | -------------- | -------------- | -------------- | -------------- | -------------- | ------- | ------- | ------- | ------- | ------- | --------- | ---------- |
| 2014     | -              | -              | -              | -              | -              | -              | 3       | 0       | 3       | 684     | 286     | Campione  | Germania   |
|          |                |                |                |                |                |                |         |         |         |         |         |           |            |
| Totale   | -              | -              | -              | -              | -              | -              | 3       | 0       | 3       | 684     | 286     |           |            |

### Riepilogo bout disputati
| Anno | Luogo   | Evento                      | Fase del torneo          | Incontro                | Risultato |
| 2011 | Toronto | Mondiale                    | Fase a gironi            | Canada - Francia        | 244 - 17  |
| 2011 | Toronto | Mondiale                    | Fase a gironi            | Brasile - Francia       | 28 - 212  |
| 2011 | Toronto | Mondiale                    | Fase a gironi            | Francia - Svezia        | 46 - 110  |
| 2011 | Toronto | Mondiale                    | Primo turno playoff      | Francia - Brasile       | 212 - 138 |
| 2011 | Toronto | Mondiale                    | Quarti di finale         | Inghilterra - Francia   | 383 - 14  |
| 2011 | Toronto | Mondiale                    | Terzo turno consolazione | Francia - Finlandia     | 84 - 115  |
| 2011 | Toronto | Mondiale                    | Finale 7º - 8º posto     | Nuova Zelanda - Francia | 129 - 180 |
| 2014 | Nantes  | Super Brawl of Roller Derby |                          | Francia - Inghilterra   | 54 - 385  |
| 2014 | Nantes  | Super Brawl of Roller Derby |                          | Francia - Canada        | 96 - 460  |
| 2014 | Parigi  | Don't Mix Up                |                          | Francia - Paesi Bassi   | 439 - 22  |
| 2014 | Oslo    | Triple Header               |                          | Norvegia - Francia      | 94 - 307  |
| 2014 | Oslo    | Triple Header               |                          | Danimarca - Francia     | 83 - 286  |
| 2014 | Mons    | Europeo                     | Quarti di finale         | Francia - Portogallo    | 271 - 58  |
| 2014 | Mons    | Europeo                     | Semifinale               | Francia - Paesi Bassi   | 277 - 101 |
| 2014 | Mons    | Europeo                     | Finale                   | Francia - Germania      | 136 - 127 |
| 2014 | Dallas  | Mondiale                    | Fase a gironi            | Francia - Svizzera      | 369 - 27  |
| 2014 | Dallas  | Mondiale                    | Fase a gironi            | Francia - Brasile       | 315 - 14  |
| 2014 | Dallas  | Mondiale                    | Fase a gironi            | Francia - Portogallo    | 310 - 36  |
| 2014 | Dallas  | Mondiale                    | Ottavi di finale         | Francia - Argentina     | 162 - 205 |

## Confronti con le altre Nazionali
Questi sono i saldi della Francia nei confronti delle Nazionali incontrate.

### Saldo positivo
| Nazionale     | Giocate | Vinte | Pareggiate | Perse | PF  | PS  | Ultima vittoria | Ultimo pari | Ultima sconfitta |
| ------------- | ------- | ----- | ---------- | ----- | --- | --- | --------------- | ----------- | ---------------- |
| Paesi Bassi   | 2       | 2     | 0          | 0     | 716 | 123 | 2014            | -           | -                |
| Brasile       | 3       | 3     | 0          | 0     | 739 | 180 | 2014            | -           | -                |
| Portogallo    | 2       | 2     | 0          | 0     | 581 | 94  | 2014            | -           | -                |
| Svizzera      | 1       | 1     | 0          | 0     | 369 | 27  | 2014            | -           | -                |
| Norvegia      | 1       | 1     | 0          | 0     | 307 | 94  | 2014            | -           | -                |
| Danimarca     | 1       | 1     | 0          | 0     | 286 | 83  | 2014            | -           | -                |
| Nuova Zelanda | 1       | 1     | 0          | 0     | 180 | 129 | 2011            | -           | -                |
| Germania      | 1       | 1     | 0          | 0     | 136 | 127 | 2014            | -           | -                |

### Saldo negativo
| Nazionale   | Giocate | Vinte | Pareggiate | Perse | PF  | PS  | Ultima vittoria | Ultimo pari | Ultima sconfitta |
| ----------- | ------- | ----- | ---------- | ----- | --- | --- | --------------- | ----------- | ---------------- |
| Inghilterra | 2       | 0     | 0          | 2     | 68  | 768 | -               | -           | 2014             |
| Canada      | 2       | 0     | 0          | 2     | 113 | 504 | -               | -           | 2014             |
| Svezia      | 1       | 0     | 0          | 1     | 46  | 110 | -               | -           | 2011             |
| Argentina   | 1       | 0     | 0          | 1     | 162 | 205 | -               | -           | 2014             |
| Finlandia   | 1       | 0     | 0          | 1     | 84  | 115 | -               | -           | 2011             |

## Roster storici
Roster della Nazionale di roller derby della Francia al Mondiale 2014
Jammer
- #51 Cash Pistache J/B
- #66 Falcon Punch
- #B612 Kozmic Bruise
- #072 Nina Backdraft
- #63 Pépé le Punch
- #13 Gara La Garce
- #17 Martine Painkiller

...
Pivot
- #747 Blitz!Purplecat P/J
- #138 Cherry Lielie
- #93 Hooligan
- #12 Jenna Cros

...
Blocker
- #3 Butch Shan
- #29 Dual Hitizen
- #00 Meryl Strip-Her
- #HK13 Pooky Balboa

...
Roster aggiornato al 23 luglio 2014
Coaching staff
- Pierre Ardeiller (Head Coach)
- Lo'Ravage (Lineup Manager)
- Killian David (Jammer Coach)
- ScareNX (Blocker Coach)

Legenda
- I rookie sono in corsivo.
- il primo ruolo è il principale mentre gli eventuali successivi indicano i ruoli secondari.
- indica un giocatore fuori per il resto della stagione.